# Мухаммад Шейн
Мухаммад I Шейн (*д/н —1785) — 1-й емір Таганту в 1730—1785 роках.

## Життєпис
Походив з клану ідуайш племіні лемтуна зконфедерації санхаджа. Ймовірно його батько або сам мухаммад у 1690-х роках після поразок повстань проти марокканського султана Мулай Ісмаїла мігрували на південь. В боях з племенами бану-хасан утворився союз на лпато тагант, який очолив ідуайш.
1730 року Мухаммад Шейн оголошений еміром. Втім йому довелося формувати державні установи. Головним ворогом було плем'я ульд-мбарак, що контролювало великі області. В союзі з еміратами Трарза і Бракна Мухаммад протягом усього життя вів з ульд-мбарак війни. В 1738, 1778, 1780, 1783 роках здобув значні перемоги. Це змусило ульд-мбарак мігрувати до області Хода.
Водночас з посиленням Трарзи, Бракниі Адрар вимушен був протистояти цим еміратам. Згодом також вбирався до їх володінь. Зуміль змінити емірат Тагант. Помер 1785 року. Трон спадкував син Мухаммад II.